# Dzięcioły (Łosice)
Pour les articles homonymes, voir Dzięcioły.
Dzięcioły (prononciation : [d͡ʑenˈt͡ɕɔwɨ]) est un village polonais de la gmina de Łosice dans le powiat de Łosice de la voïvodie de Mazovie dans le centre-est de la Pologne.
Il se situe à environ 6 kilomètres au nord-est de Łosice (siège de la gmina et du powiat) et à 121 kilomètres à l'est de Varsovie (capitale de la Pologne).
Le village possède approximativement une population de 121 habitants en 2012.

## Histoire
De 1975 à 1998, le village appartenait administrativement à la voïvodie de Biała Podlaska.